# Sacramento River
Der Sacramento (spanisch Río de los Sacramentos) ist mit 607 Kilometern der längste Fluss des US-Bundesstaates Kalifornien.
Der Strom entspringt südwestlich des Mount Shasta im südlichen Teil der Kaskadenkette und durchfließt die Ebenen des Sacramento Valleys, ehe er sich schließlich rund 50 Kilometer südlich von Sacramento in der Bucht von Suisun mit dem San Joaquin River vereinigt und über die Carquinez-Straße in die Buchten von San Pablo und San Francisco fließt. Die wichtigsten Nebenflüsse des Sacramento sind der Feather River, der McCloud River und der Pit River, von denen letzterer mit einer Länge von 333 Kilometern der längste ist.
Der Sacramento ist flussaufwärts auf fast 300 Kilometer bis nach Red Bluff schiffbar; für Hochseeschiffe liegt die Grenze bei der Stadt Sacramento. Meerestiere wie Grauwale und Seelöwen verirren sich auf der Suche nach Nahrung bisweilen bis weit ins Landesinnere hinter den schiffbaren Teil des Flusses und finden später nicht mehr den Weg in den Pazifik zurück.
Bei Shasta Lake wird der Sacramento in der Shasta-Talsperre aufgestaut.

## Städte am Fluss
- Redding
- Red Bluff
- Chico (nahebei)
- Sacramento
- Rio Vista

## Sonstiges
Im Hamborger Veermaster wird der Fluss (The Banks of Sacramento) im Zusammenhang des kalifornischen Goldrauschs besungen, in dessen Folge sich die ursprüngliche Fundstelle Sutter’s Fort zur Stadt Sacramento wandelte.

## Weblinks

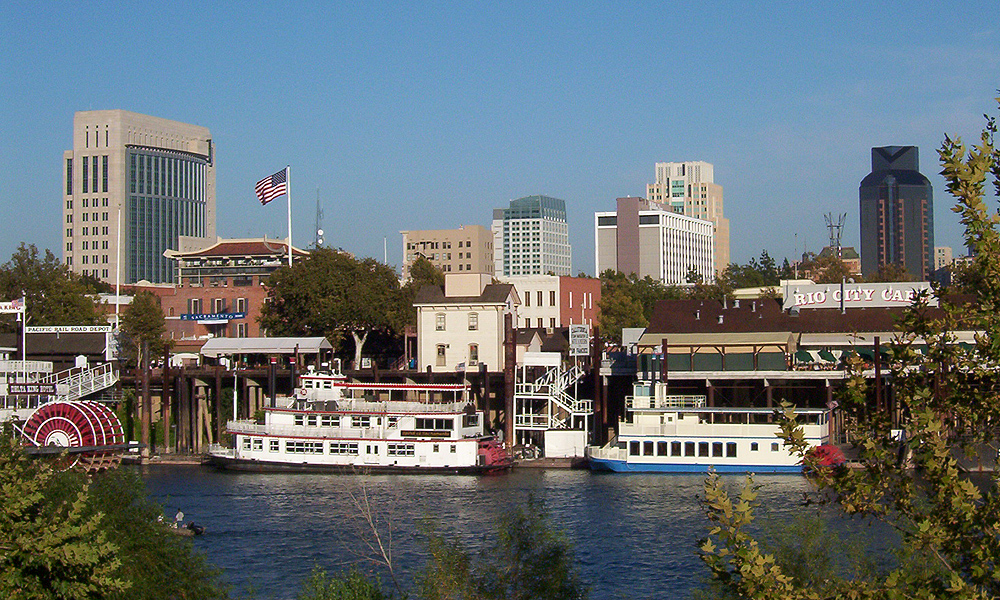
Der Fluss in Sacramento